# Andreas Backmann
Andreas Backmann (* 30. Juni 1976 in Homburg) ist ein ehemaliger deutscher Fußballspieler und heutiger Trainer.

## Karriere

### Als Spieler
Backmann begann in seiner Jugend beim SV Reiskirchen, wechselte von da zum FC 08 Homburg, darauf zum FK Pirmasens. In der Saison 2000/01 wechselte er in die 2. Fußball-Bundesliga zum 1. FC Saarbrücken, wo er sich nicht durchsetzen konnte. Nach sieben Einsätzen, von denen keiner über die volle Spielzeit ging, wechselte er bereits in der Winterpause zum Regionalligisten Karlsruher SC. Doch auch hier gelang ihm der Sprung in die Stammformation nicht, er absolvierte in der Rückrunde 2001 sowie in der Zweitligasaison 2001/02 jeweils nur sechs Spiele in der ersten Mannschaft, so dass er die Badener wieder verließ und zu Borussia Neunkirchen ging. Nach nur einer Saison stand der nächste Wechsel an, im Juli 2003 holte ihn der SV Weingarten.
In der Winterpause der Saison 2004/05 ging er zum FSV Oggersheim, wo er bis 2009 spielte. Zur Saison 2009/10 wechselte er zurück ins Saarland zur SV Elversberg, mit der er zwei Spielzeiten in der Regionalliga West verbrachte. Im August 2011 schloss er sich dem Südwest-Oberligisten SVN Zweibrücken an. Mit dem Verein gelang ihm in der Oberligasaison 2012/13 der Aufstieg in die Regionalliga Südwest. Nach der Saison 2013/14 wechselte Backmann zum Oberligisten Borussia Neunkirchen. Seit der Saison 2015/16 spielte er für den FC Speyer 09 in der Fußball-Verbandsliga Südwest und beendete dort 2019 seine aktive Karriere.

### Als Trainer
Neben seiner Spielertätigkeit in Speyer war er seit 2016/17 auch Trainer des FC Olympia Kirrlach, mit dem er 2017 in die Verbandsliga Nordbaden aufsteigen konnte. Vorher war er nebenbei bereits Trainer des VfR Kronau, des TuS Mingolsheim und Co-Trainer des FC Speyer 09. Seit 2020 trainiert er den VfR Mannheim.